# کامیتر
کامیتر (به انگلیسی: Committer) به شخصی گفته می‌شود که توانایی تغییر دادن و ویرایش کردن کدهای منبع یک بخش به‌ویژه از یک نرم‌افزار آزاد یا متن‌باز را دارد. برای اهدا کردن کد منبع در بیشتر پروژه‌های بزرگ، یک شخص می‌بایست تغییرات مورد نظر خود را در مخزن مرکزی کدهای منبع پروژه (که می‌تواند یک مخزن سی‌وی‌اس، سابورژن، گیت یا ... باشد) اعمال کرده و به اصطلاح تغییرات خود را در مخزن «کامیت» کند. اگر حساب کاربری یک شخص دارای «بیت کامیت» (به انگلیسی: commit bit) باشد، آن شخص قادر به کامیت کردن تغییرات خود در مخزن کدهای منبع پروژه خواهد بود. این اصطلاح برمی‌گردد به استفاده سیستم‌های نرم‌افزاری از بیت‌های «بله یا خیر» برای کنترل کردن دسترسی افراد به مخزن کدهای منبع. کامیترهای یک پروژه معمولاً توسعه‌دهندگان اصلی آن پروژه هستند و عموماً کسانی هستند که مسئولیت اکثریت تغییرات را بر عهده دارند، به عنوان مثال آنها می‌توانن اعضای قابل اعتماد یک جامعه کاربری باشند. کامیترها معمولاً مسئول بازبینی کردن |وصله‌هایی هستند که از طرف اعضای جامعه کاربری برای قرارگرفتن در نرم‌افزار، فرستاده می‌شوند. فرایند بازبینی یک کد معمولاً از کسب اطمینان از اینکه وصله باگ نرم‌افزاری جدیدی را ایجاد نخواهد کرد و همینطور کسب اطمینان از سازگار بودن وصله با استانداردهای کدنویسی پروژه تشکیل می‌شود. پس از یک بازبینی موفق، کامیتر آن وصله را از طرف ارسال‌کننده (به انگلیسی: submitter) اصلی وصله در کد منبع کامیت می‌کند. فرایند کامیتر شدن در پروژه‌ها متفاوت است و هر پروژه ممکن است سیاست‌های مخصوص به خودش را برای پذیرش کامیترهای جدید داشته باشد، اما عموماً سه راه برای این کار وجود دارد:
1. شخص از همان ابتدا جزء توسعه‌دهندگان اصلی باشد.
2. توسط یکی از توسعه‌دهندگان اصلی به این مقام منصوب شود.
3. کامیترهای دیگر با پذیرش شخص به عنوان یک کامتیر جدید موافقت کنند.

برای کامیتر شدن در یک پروژه اغلب هم باید در لیست پستی پروژه و هم در ارسال کردن وصله‌ها فعال بود. پس از اینکه مشارکت کافی به عمل آمد، کامیترهای دیگر می‌توانند برای انتخاب کردن شخص به عنوان یک کامیتر جدید تصمیم بگیرند. این رای‌گیری عموماً از طریق ایمیل انجام می‌شود. پروژه XML-SOAP که توسط Apache.org میزبانی می‌شود مثالی از این فرایند است.